# Kommissionen för terrorattackerna mot USA

Kommissionens sigill.

Kommissionen för terrorattackerna mot USA, engelska National Commission on Terrorist Attacks Upon the United States, var en utredning som beställdes av USA:s kongress för att granska terrorattackerna den 11 september 2001.
Kommissionen granskade över 2,5 miljoner dokumentsidor och intervjuade fler än 1200 personer i 10 länder. De genomförde 19 dagar av utfrågningar (så kallade hearings) och hörde offentliga vittnesmål från 160 personer. Många förhör hölls också bakom stängda dörrar.
Det var anhöriga till omkomna, som fick till stånd en utredning. En fullvärdig utredning var något som Bushadministrationen motarbetade. President George W Bush och vice president Dick Cheney vittnade enbart bakom stängda dörrar och inte under ed. Anhörigas kamp för att få till stånd en utredning av attackerna porträtteras i dokumentären Press for truth.

## Kommissionärer
Medlemmar av kommissionen:
- Thomas H. Kean, ordförande
- Lee H. Hamilton, vice ordförande
- Richard Ben-Veniste
- Bob Kerrey
- Fred F. Fielding
- John F. Lehman
- Jamie S. Gorelick
- Timothy J. Roemer
- Slade Gorton
- James R. Thompson

Verkställande direktör i staben var Philip Zelikow.

## Positiv kritik
Ileana Ros-Lehtinen (republikan) berömde 11-September rapporten och kallade den opartisk. Hon tillade också att den hedrade de anhöriga. Katherine Harris (också republikan) tackade Kommissionen för att de skapat den antagligen viktigaste skriften i vår tid.
Den svenska terrorismforskaren Magnus Ranstorp skrev förordet till den svenska utgåvan av 11 september- kommissionens rapport. Han skrev bland annat att slutrapporten var "mera än ett knivskarpt mikroskop riktat mot den inre terroristvärlden."

## Negativ kritik
Från första början var det meningen Henry Kissinger skulle leda kommissionen, men han hoppade av uppdraget. Möjligtvis på grund av tuff utfrågning från anhöriga, som gällde om han någonsin hade haft affärer med någon med namnet Bin Ladin.
Att kommissionen skulle ha varit opartisk fick också kritik från bland annat anhöriga.  Några av de anhöriga krävde Philip Zelikows avgång. Philip Zelikow är nära vän med Condoleeza Rice. Zelikow var med i Nationella säkerhetsrådet under Bush den äldres tid, han skrev också en bok ihop med Condoleeza Rice. Han har haft mycket nära relation till Bushadministrationen.
Angående vem som skulle ha försett kaparna med pengar tyckte kommissionen var "av föga praktisk betydelse".. Indiska tidningar och indisk säkerhetstjänst kom en pengaöverföring till Mohammed Atta (11-septemberkapare) på spåren. Det visade sig att det var ISI (den pakistanska underrättelsetjänsten) som överfört pengarna.  En summa på 100 000 dollar. ISI står mycket nära CIA och dess dåvarande chef Mahmud Ahmad mötte högt uppsatta inom CIA och den amerikanska regeringen under veckan då 11 septemberattackerna skedde. Detta har inte kommissionen velat gräva i och det har väckt starka känslor hos anhöriga.
2006 publicerade kommissionens ordförande Thomas Kean och viceordförande Lee Hamilton boken "Without Precedent:The Inside Story of the 9/11 Commission". De påstod att den största svårigheten var att få tillgång till de viktigaste vittnena som satt i fängsligt förvar. Bland dem Khalid Sheikh Muhammed, som skulle varit hjärnan bakom attackerna. De närmsta kommissionen kom Khalid Sheikh Mohammed var genom en projektledare från CIA, från vilken de fick ställa frågor. Kommissionen kunde aldrig bedöma trovärdigheten från de vittnesmål som lämnats av de fängslade.
Kommissionens ordförande kritiserade Norad för att inte ge svar på kommissionens frågor om varför bland annat inte USA:s luftrum var försvarat. Norad som var ansvariga för försvaret av USA:s luftrum gjorde också kommissionen arbete svårare och skapade misstro bland många. Kommissionens ordförande Thomas Kean yttrade " Vi vet inte till denna dag varför Norad sa vad de sa till oss, det var bara så långt från sanningen."